# Castianeira bartholini
Castianeira bartholini là một loài nhện trong họ Corinnidae.
Loài này thuộc chi Castianeira. Castianeira bartholini được Eugène Simon miêu tả năm 1901.